# Os clitoridis

Os clitoridis (baubellum) reprezintă o formațiune osoasă, cilindrică, amplasată în septul median între corpii cavernoși ai clitorisului la unele mamifere. Este echivalentul baculumului penian („osul penisului”). Osul clitoridian este absent la om.

## Istoric
Osul clitoridian a fost descris în 1666 de Claude Perrault la o femelă de vidră  („Clitorisul era alcătuit din membrane și ligamente, care înconjurau un os cu două linii.”) și la o leoaică. În anul 1819, medicul și naturalistul german Friedrich Sigismund Leuckart folosește termenul de os clitoridis în descrierea organelor genitale ale unei femele din specia de maimuță capucin cu față albă.
Expresia baubellum a fost consemnată pentru prima dată de către savantul sud-african Guy Chester Shortridge, în 1934, fiind un eufemism cu referire la baculumul masculin.
Totuși, în publicațiile științifice cel mai frecvent sunt folosiți termenii latini de os clitoris sau os clitoridis.

## Răspândire
Osul clitoridian a fost descrisă la unele femele din specii care aparțin ordinelor de chiroptere, primate, rozătoare și carnivore. Distribuția largă a osului clitoridian printre diverse grupe de mamifere, ca și în cazul baculumului masculin, denotă primitivismul prezenței acestui organ, care s-a pierdut în anumite ramuri filogenetice.
În cadrul primatelor, osul clitoridian a fost raportat pentru subordinul Strepsirrhini (cu excepția Daubentonia), printre Haplorhini (la majoritatea Hominoidea, cu excepția gorilelor și omului), la o specie din familia Cercopithecoidea (Macaca fascicularis) și la o specie de capucin  (Cebus capucinus).
Prezența osului clitoridian este variabilă chiar în cadrul aceleași specii de mamifere. De exemplu, s-a depistat că doar 30% din veverițele roșii (genul Tamiasciurus) examinate posedă un os în clitoris.
Datele disponibile despre răspândire osului clitoridian sunt puține, ceea ce nu permite precizarea gradului de distribuție printre mamifere. Unii autori presupun că baubellum-ul ar putea exista la majoritatea speciilor, în care se găsește un baculum la mascul.

## Descriere
Osul clitoridian este alcătuit din țesut osos sau cartilaginos, având forma unei tije aplatizate lateral. Este amplasat deasupra uretrei, posterior față de gland. Formele și dimensiunile osului clitoridian sunt mai labile din punct de vedere evolutiv decât baculumul, manifestând mai multă variabilitate de la o specie la alta sau absența în unele grupe de mamifere. Mărimea osului este, relativ, foarte mică:
- 2×6 mm - Aplodontia rufa (ordinul Rodentia);[8][9]
- 2×0,4×0,2 mm - leoaică adultă (ordinul Carnivora);[10]
- 0,5×0,05×0,01 mm - pisică de 3 ani (ordinul Carnivora);[10]
- 10×30 mm - morsă (de menționat că masculul din această specie are cel mai mare os penian, cu o lungime de 63 cm) (ordinul Carnivora);[11]
- 9,3 mm - bursuc american (Taxidea taxus; ordinul Carnivora).[12]

## Funcție
Rolul și utilitatea acestui os mic nu sunt cunoscute.